# モナクキララ
モナクキララ（欧字名:Monarch Kirara、2005年4月17日 - 不明）は、日本の競走馬。2008年の福山チャンピオンシップの勝ち馬である。
馬名の意味は、冠名＋きらら。

## 戦績

### 2歳（2007年）
2007年7月29日、福山競馬場でデビューし4着。2戦目に初勝利を挙げる。福山ではデビュー戦を含め5戦し1着2回2着1回3着1回の成績を残し大井競馬場へ移籍。しかし大井では2戦するも全く振るわず、大敗を喫することとなる。

### 3歳（2008年）
3歳初戦は1月2日のサラ系3歳。この時点で既に福山に帰っており、以降は福山のサラ系戦線で活動した。福山復帰後しばらくは入着すらできなかったが、2月の中頃以降徐々に勢いを付けていき、クイーンカップでは4着、福山ダービーでは5着と健闘。6月には6番人気で迎えた福山チャンピオンシップにて重賞初制覇。3連単1万1720円の高配当を作った。その後も、勝ち星こそ挙げられなかったが掲示板を外さない成績を収め、12月21日の福山王冠では4着だった。

### 4歳（2009年）
4歳初戦は1月12日の成人の日特別。4歳以降の勝ち星は無く、ベストリザルトは7月20日の青桐特別及び12月23日のポインセチア特別の2着。結局4歳時は22戦して1着0回2着2回3着6回の成績を収めた。

### 5歳（2010年）
5歳になったモナクキララの初戦は1月10日の福寿草特別。5番人気の4着を記録すると次戦は5歳時ベストリザルトとなる2着を記録。下位人気馬が入着したことで3連単1万8560円の万馬券となった。しかしその後の大きな活躍は無く8月15日の蓮の花特別を最後に高知競馬場へ移籍。移籍後もサラ系の一般競走や特別競走で活動するも3着がベストリザルトとなり、12月11日のサラ系一般を最後に競走馬を引退。スマートボーイ産駒として産駒初勝利及び重賞初勝利を届けたにもかかわらず繁殖牝馬には上がらず、その後の消息は不明。

## 競走成績
- 2007年（7戦2勝）
- 2008年（18戦3勝）
- 2009年（22戦0勝）
- 2010年（30戦0勝）

## 血統表
| モナクキララの血統                    | モナクキララの血統               | モナクキララの血統 | （血統表の出典）       | （血統表の出典）       |
| 父 スマートボーイ Smart Boy 1995 鹿毛 | 父の父アサティス 1985 鹿毛       | Topsider           | Northern Dancer        | Northern Dancer        |
| 父 スマートボーイ Smart Boy 1995 鹿毛 | 父の父アサティス 1985 鹿毛       | Topsider           | Drumtop                |                        |
| 父 スマートボーイ Smart Boy 1995 鹿毛 | 父の父アサティス 1985 鹿毛       | Secret Asset       | Graustark              | Graustark              |
| 父 スマートボーイ Smart Boy 1995 鹿毛 | 父の父アサティス 1985 鹿毛       | Secret Asset       | Numbered Account       |                        |
| 父 スマートボーイ Smart Boy 1995 鹿毛 | 父の母アンラブル 1990 栗毛       | ノーリユート       | Luthier                | Luthier                |
| 父 スマートボーイ Smart Boy 1995 鹿毛 | 父の母アンラブル 1990 栗毛       | ノーリユート       | Prudent Miss           |                        |
| 父 スマートボーイ Smart Boy 1995 鹿毛 | 父の母アンラブル 1990 栗毛       | アラート           | ノーザンディクテイター | ノーザンディクテイター |
| 父 スマートボーイ Smart Boy 1995 鹿毛 | 父の母アンラブル 1990 栗毛       | アラート           | クイングランド         |                        |
| 母 コピエ Koppie 1996 栗毛            | 母の父フアストセンプウ 1978 栗毛 | シロコ             | Gosse du Bearn         | Gosse du Bearn         |
| 母 コピエ Koppie 1996 栗毛            | 母の父フアストセンプウ 1978 栗毛 | シロコ             | Amoureuse              |                        |
| 母 コピエ Koppie 1996 栗毛            | 母の父フアストセンプウ 1978 栗毛 | マルサンセンプウ   | セツカゼオー           | セツカゼオー           |
| 母 コピエ Koppie 1996 栗毛            | 母の父フアストセンプウ 1978 栗毛 | マルサンセンプウ   | カツラユウホウ         |                        |
| 母 コピエ Koppie 1996 栗毛            | 母の母パールドリーム 1987 鹿毛   | トライバルセンプー | トライバルチーフ       | トライバルチーフ       |
| 母 コピエ Koppie 1996 栗毛            | 母の母パールドリーム 1987 鹿毛   | トライバルセンプー | インターシユウホウ     |                        |
| 母 コピエ Koppie 1996 栗毛            | 母の母パールドリーム 1987 鹿毛   | テスコマサル       | テスコボーイ           | テスコボーイ           |
| 母 コピエ Koppie 1996 栗毛            | 母の母パールドリーム 1987 鹿毛   | テスコマサル       | タクマサル             |                        |